# 헤르손현

헤르손현의 문장

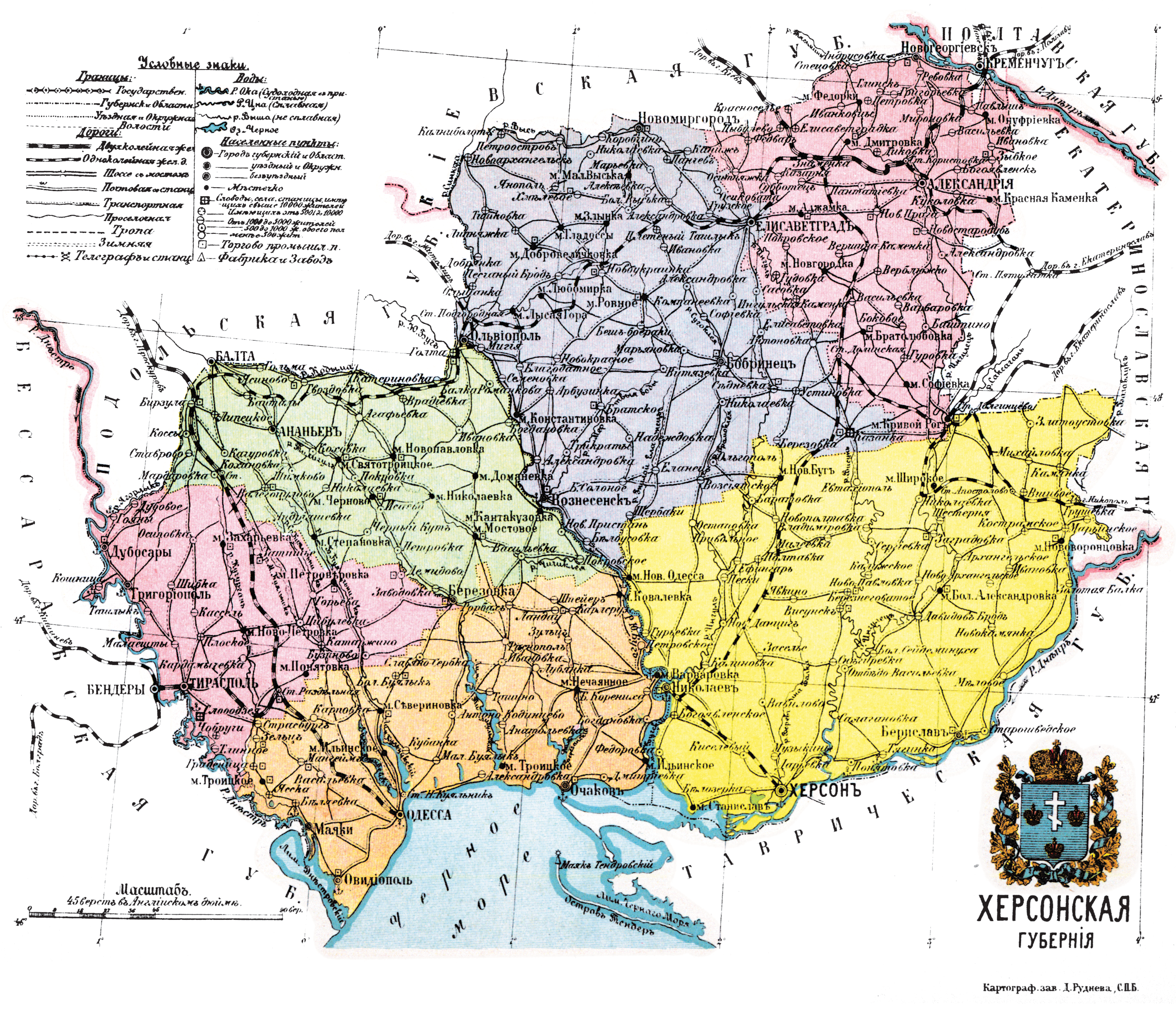
헤르손현의 지도

헤르손현(러시아어: Херсонская губерния, 우크라이나어: Херсонська губернія)은 1803년부터 1920년까지 존재했던 러시아 제국의 현으로 현도는 헤르손이며 면적은 73,353km2, 인구는 2,733,612명(1897년 당시 기준)이다. 현재의 우크라이나 키로보흐라드주, 미콜라이우주, 헤르손주 북부, 오데사주 동부에 걸쳐 있었다.